# Jerzy Jankiewicz
Jerzy Stanisław Jankiewicz (ur. 2 lipca?/15 lipca 1913 w Kijowie, zm. 25 maja 1942 w rejonie kanału La Manche) – major pilot Polskich Sił Powietrznych w Wielkiej Brytanii, uczestnik bitwy o Anglię, kawaler Krzyża Srebrnego Orderu Wojennego Virtuti Militari. Pierwszy Polak, który dowodził angielskim dywizjonem myśliwskim.

## Życiorys
Urodził się w Kijowie, w rodzinie Stanisława Andrzeja i Elżbiety. W 1932 zdał maturę w Korpusie Kadetów nr 3 w Rawiczu i wstąpił do Szkoły Podchorążych Lotnictwa w Dęblinie, którą ukończył 15 sierpnia 1934 roku jako obserwator.
Po ukończeniu szkoły został przydzielony eskadry treningowej 1 pułku lotniczego, skąd został skierowany na kurs szybowcowy do Wojskowego Obozu Szybowcowego w Ustjanowej a następnie na teoretyczny kurs pilotażu do Centrum Wyszkolenia Oficerów Lotnictwa w Dęblinie. Po odbyciu tych kursów powrócił w listopadzie 1934 roku do 1 pułku lotniczego, gdzie otrzymał przydział do 13 eskadry towarzyszącej jako obserwator. W 1935 odbył trzymiesięczny praktyczny kurs pilotażu w CWOL w Dęblinie i uzyskał tytuł i uprawnienia pilota. Po czym powrócił do macierzystej 13 eskadry towarzyszącej, gdzie nadal był obserwatorem. 26 listopada 1935 został przeniesiony do 11 eskadry liniowej już jako pilot. 16 marca 1936 ponowne skierowany do eskadry treningowej pułku, a później na kurs wyższego pilotażu do Lotniczej Szkoły Strzelania i Bombardowania w Grudziądzu, który ukończył 17 lipca 1936 uzyskując uprawnienia pilota myśliwskiego. We wrześniu 1936 został przeniesiony do 113 eskadry myśliwskiej, w której był pilotem, a następnie zastępcą dowódcy eskadry, a jednocześnie w okresie od 1 do 24 sierpnia 1937 pełnił obowiązki dowódcy 114 eskadry myśliwskiej. Od 1 czerwca do grudnia 1938 roku był urlopowany z wojska, a po powrocie do 1 pułku lotniczego w styczniu 1939 roku został dowódcą plutonu obsługi samolotów eskadry szkolnej pułku. 9 marca 1939 roku został oficerem taktycznym IV/1 dywizjonu myśliwskiego. W lipcu 1939, jako pilot znający język angielski został skierowany wraz z ppor. pil. Michałem Liniewskim i technikiem lotniczym Feliksem Świątkiem do Wielkiej Brytanii, gdzie odbył praktykę w pilotażu samolotu Hawker Hurricane i wrócił do Polski w końcu sierpnia 1939.
Od 2 września 1939 był w dyspozycji Dowódcy Lotnictwa z przydziałem na instruktora pilotażu samolotów Hawker Hurricane, które miały być dostarczone z Wielkiej Brytanii w ramach brytyjskiej pożyczki na cele wojenne. 11 września 1939 udał się do Rumunii wraz z zespołem, który miał odebrać spodziewaną dostawę samolotów Hawker Huricane w porcie Konstancji. Wobec odwołania tej dostawy, przez Jugosławię i Grecję 23 października 1939 dotarł do Francji. 27 października 1939 zgłosił się do polskiej Stacji Zbornej Lotnictwa w Lyonie, a następnie został skierowany do Stacji Zbornej w Le Bourget pod Paryżem. Od lutego 1940 w Wielkiej Brytanii nadzorował przeróbkę samolotu pasażerskiego Lockheed L-14 Super Electra należącego do PLL LOT w celu przystosowania go do lotów kurierskich do okupowanej Polski. Upadek Francji spowodował zaniechanie tych działań, gdyż loty z Wielkiej Brytanii nie były możliwe. Wtedy też został przydzielony do lotnictwa myśliwskiego i skierowany do Centrum Lotnictwa Polskiego w Blackpool, gdzie odbył przeszkolenie teoretyczne i 17 lipca 1940 został skierowany do 15 Szkoły Pilotażu Początkowego RAF w Carlisle, a po jej ukończeniu 1 sierpnia został skierowany do 6 Oddziału Wyszkolenia Bojowego RAF.
17 sierpnia 1940, po ukończeniu szkolenia, otrzymał przydział do 601 dywizjonu myśliwskiego RAF jako pilot. Od tego czasu rozpoczął loty bojowe w trwającej wówczas bitwie o Anglię. W tym dywizjonie latał do 22 października 1940 roku, zestrzelił w tym czasie 1 samolot na pewno, 1 prawdopodobnie i 1 uszkodził. 23 października 1940 został przydzielony do 303 dywizjonu myśliwskiego, w którym na początku 1941 roku został przeszkolony w pilotażu na samolotach Supermarine Spitfire i rozpoczął na nich loty bojowe. 21 lutego 1941, w związku z ukończeniem tury lotów bojowych, został przeniesiony na naziemne stanowisko dowodzenia dywizjonu. 13 kwietnia 1941 wrócił do lotów bojowych i został dowódcą eskadry A dywizjonu, a od 5 maja eskadry B dywizjonu 303. 9 sierpnia 1941 został dowódcą dywizjonu 303, funkcję tę pełnił do dnia 19 listopada 1941, kiedy ukończył drugą turę bojową i został skierowany na odpoczynek operacyjny.
15 maja 1941, wspólnie z sierż. Wacławem Giermerem, zestrzelił samolot Junkers Ju 52, na pokładzie którego zginął generał pułkownik (Generaloberst) Ulrich Grauert wraz ze swym sztabem.
W czasie odpoczynku operacyjnego pełnił funkcję oficera ds. wyszkolenia myśliwskiego w sztabie płk. Pawlikowskiego, oficera łącznikowego w Dowództwie Lotnictwa Myśliwskiego RAF.
6 maja 1942, po ukończeniu przepisowego okresu odpoczynku operacyjnego, otrzymał przydział do 124 dywizjonu RAF, w którym wykonał kilka lotów bojowych jako dowódca eskadry. Następnie 20 maja 1942 został dowódcą brytyjskiego 222 dywizjonu myśliwskiego. Był pierwszym Polakiem, któremu powierzono stanowisko dowódcy brytyjskiego dywizjonu.
25 maja 1942 na czele dowodzonego przez siebie dywizjonu odbywał lot bojowy w ramach operacji o kryptonimie „Rodeo 51", na tzw. swobodne polowanie w rejonie Dunkierki. Na początku lotu, z powodu awarii samolotu, musiał wycofać się z niej dowódca Skrzydła North Weald, a Jankiewicz przejął dowodzenie całą formacją. W czasie tej operacji na zachód od Dunkierki doszło do walki z myśliwcami niemieckimi, w trakcie której jego samolot (nr ser. AD233, znaki ZD-F) został zestrzelony i wpadł do morza. Ciała pilota nigdy nie odnaleziono. Inny pilot brytyjski zestrzelony w tej walce dostał się do niewoli.

## Zestrzelenia
W okresie swojej kariery myśliwskiej uzyskał wynik zwycięstw: 2 1/2 – 1 i 1/3 – 2. Został sklasyfikowany na 101. pozycji na liście „Bajana”.
Zestrzelenia pewne:
- Bf 109 – 25 września 1940
- Ju 52 – 15 maja 1941 (wspólnie z sierż. pil. Wacławem Giermerem)
- Bf 109 – 22 czerwca 1942

Zestrzelenia prawdopodobne:
- Bf 110 – 4 września 1940
- Bf-109 – 6 lipca 1941 (wspólnie z ppor. pil. Bolesławem Drobińskim i sierż. pil. Stanisławem Bełzą)

Uszkodzone samoloty wroga:
- Bf-109 – 17 sierpnia 1940
- Bf-110 – 17 października 1941

## Awanse
- podporucznik obserwator (11 sierpnia 1934)
- porucznik pilot (19 marca 1938)
- kapitan pilot (20 marca 1941)
- major pilot (1 września 1941)

## Ordery i odznaczenia
- Krzyż Srebrny Orderu Virtuti Militari (5 września 1941) nr 9171[7]
- Krzyż Walecznych (trzykrotnie) (1 lutego 1941 – dwukrotnie, 24 czerwca 1941)
- Medal Lotniczy (dwukrotnie)[8]
- Odznaka za Rany i Kontuzje
- Distinguished Flying Cross (19 września 1941)

Wizerunek pilota został umieszczony na samolocie myśliwskim MiG-29 nr 54 z 23 Bazy Lotnictwa Taktycznego.